# 铁杷县
铁杷县，中国古县名。
隋朝开皇十年（590年）置，治所在今广东省湛江市西南。属合浦郡。唐朝天宝元年（742年），改遂溪县。 